# Aluminiumindustrie in Brasilien

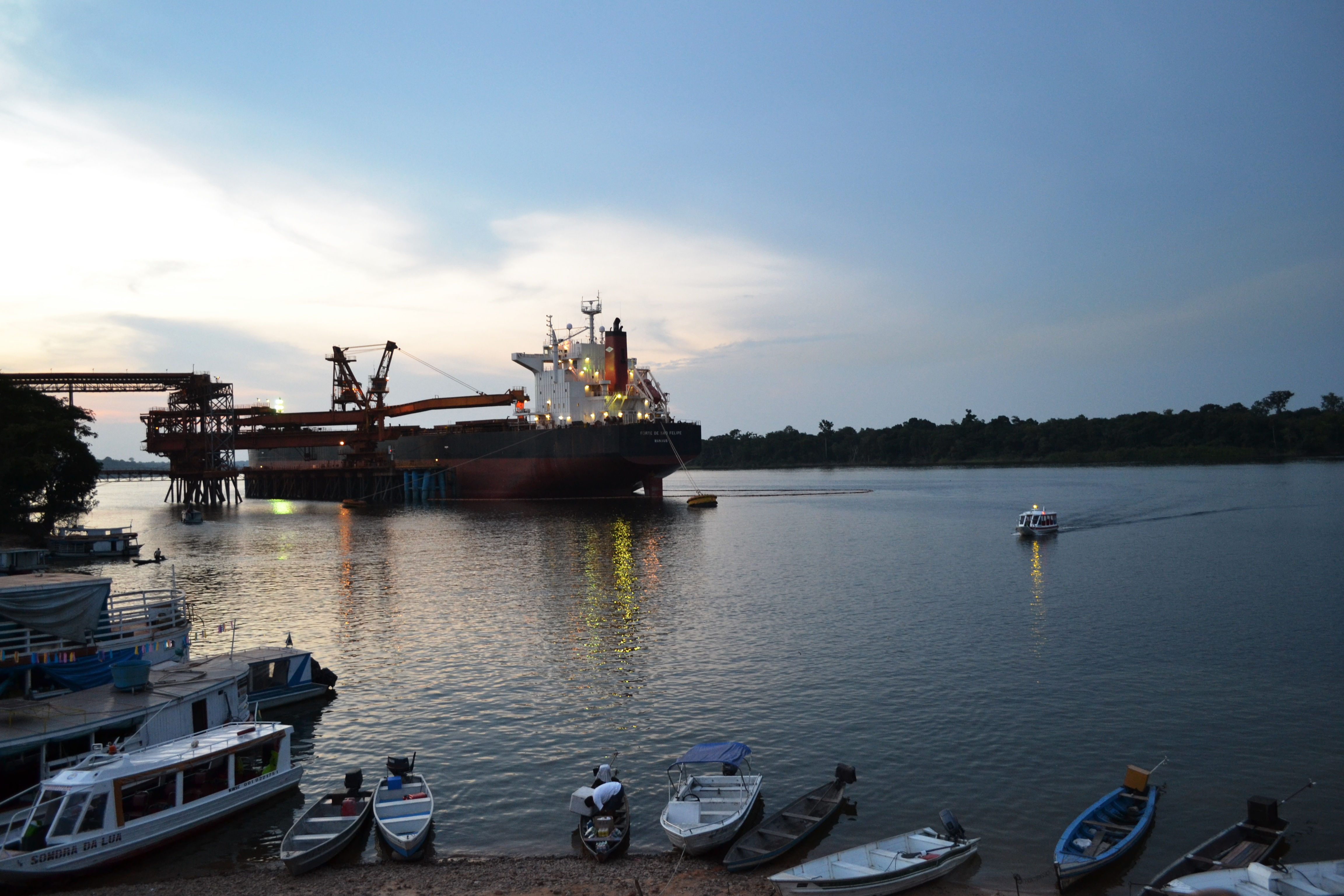
Bauxitverladung im Hafen von Oriximiná, 2014

Die Aluminiumindustrie in Brasilien wurde nach Anfängen in den 1960er-Jahren in den 1980er-Jahren in großem Maßstab ausgebaut.
Die drei Produktionsstufen mit dem Bauxitabbau, der Verarbeitung des Bauxits zu Aluminiumoxid (Tonerde) bis hin zur Erzeugung von Rohaluminium führt Brasilien im eigenen Land durch. Der weitaus größte Teil des Produktionsprozesses findet im Amazonasbecken statt, im weltweit größten zusammenhängenden tropischen Regenwaldgebiet.
Nahe den drei Zentren der Bauxit-Förderung befinden sich zumeist Raffinerien, die das Sedimentgestein mittels des Bayer-Verfahrens zu Aluminiumoxid verarbeiten sowie auch die Aluminiumhütten, die als großindustrielle Anlagen in der Schmelzelektrolyse Aluminium mit hohem Aufwand der meist aus Wasserkraftwerken stammenden Energie herstellen.
2007 wurden 90 Prozent des in Brasilien produzierten Aluminiums exportiert und die wirtschaftlich verwertbaren Ressourcen wurden auf 2,6 Gigatonnen geschätzt.
1992 benannte das Worldwatch Institute in Washington die Aluminium-Herstellung generell als eine der „umweltschädlichsten Aktivitäten der Menschheit“ – in Brasilien bezieht sich diese Deklaration insbesondere auf die Auswirkungen der dafür stattfindenden Abholzungen des Regenwaldes.

## Ökologische Wertungen

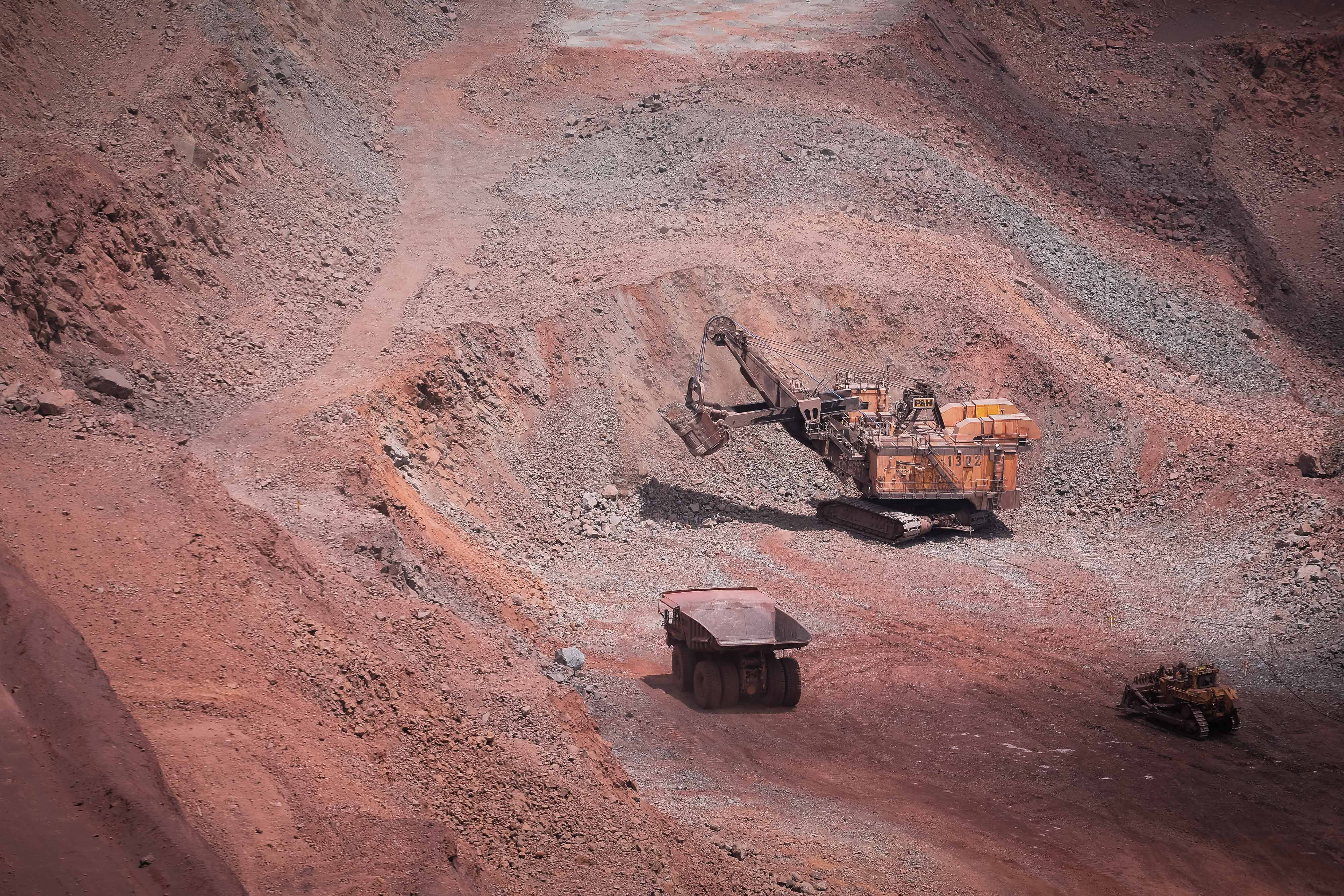
Abbaugebiet des Vale-Konzerns 2021

„In den westlichen Industrienationen thematisieren die Werbekampagnen der Aluminiumindustrie die Vorzüge des Metalls. Seine Leichtigkeit helfe – dies sei unbestritten – in den Bereichen Transport und Verkehr Ressourcen und Energie einzusparen. […] Auch durch seine hervorragende Rezyklierbarkeit lässt sich beim Konsumenten gut punkten. [… Doch] es gibt keine andere Nation, in der die Aluminiumherstellung ehemals intakten tropischen Regenwald in vergleichbarem Umfang direkt oder indirekt geschädigt und zerstört hat und dies noch immer tut.“ Die Bezeichnung von „Aluminium als ‚grünem‘ beziehungsweise nachhaltigem Metall“ verdeckt die Tatsache eines hochgradig naturflächenverbrauchenden, äußerst energieintensiven und mit hohen Abfallstoffen belasteten Produktionsprozesses. Die öffentlich in Europa verbreitete Empörung über die Zerstörung des Regenwaldes bedenkt kaum die schon länger währende Verursachung durch westliche Konzerne. Zwar reagieren auch die Unternehmen seit dem ersten Jahrzehnt des 21. Jahrhunderts auf Kritik und Maßnahmen von „Umwelt- und Verbraucherorganisationen, Banken und Konsumenten“, doch seien die im „‚Global Compact‘ - einer Art freiwilligem Pakt zwischen UNO und global agierenden Unternehmen – […] formulierten Selbstverpflichtungen […] nach Einschätzungen vieler NGOs viel zu vage formuliert, um wirkungsvoll greifen zu können.“

## Geschichte
Die Aluminiumgewinnung reicht in Brasilien mit dem Beginn des Bauxitabbaues am Rio Trombetas „auf das Jahr 1967 zurück, als das kanadische Unternehmen Alcan die gewaltigen Lagerstätten entdeckte und erste Pläne ersann, sie zu erschließen.“ Vorbereitungen wurden durchgeführt, „doch erst als sich die brasilianische Regierung 1972 – im Rahmen der systematischen infrastrukturellen Erschließung des Amazonasraumes – in großem Umfang finanziell beteiligte, schritt das Vorhaben weiter voran.“ Über 80 Prozent der Investitionen hatte bis 2007 der brasilianische Staat übernommen. Porto Trombetas wurde ab 1974 erschlossen, 1979 nahm die Mineracao Rio de Norte (MRN), ein Konsortium, unter der damaligen Führung von Alcoa und Norsk Hydro die Bauxitförderung dort auf.

„In den 1980er-Jahren stampfte man in Brasilien eine leistungsfähige und fast ganz auf den Export ausgerichtete Aluminiumindustrie aus dem Boden. Sie umfasst sämtliche Schritte der Produktion. […] Der Aufschwung der brasilianischen Aluminiumindustrie ging mit einer Standortverlagerung europäischer Aluminiumhütten in Länder mit kostengünstiger Energie einher, die durch Energiekrisen der Siebzigerjahre ausgelöst wurden. Seit damals ist Brasilien, das auf einen enormen Reichtum an Wasserkraft zurückgreifen kann, ein begehrter Standort für die Multis der Aluminiumindustrie.“

1992 stellte das Werk der Alumar bei São Paulo 350.000 Tonnen Rohaluminium her, 2003 bereits 400.000 Tonnen.
Die Gesamtproduktion Brasiliens an Bauxit und Aluminium 2017:
| Rang | Land      | Produktion | Reserven  |
| ---- | --------- | ---------- | --------- |
| 4    | Brasilien | 38.500     | 2.600.000 |

| Rang | Land      | Produktion | Kapazität |
| ---- | --------- | ---------- | --------- |
| 4    | Brasilien | 801        | 1.400     |

### Internationale Zusammenarbeit
Um die Großprojekte zu finanzieren, umwarb und förderten Brasiliens Regierungen ausländische Banken und Privatinvestoren als Geldgeber.
„Die Konzessionen (wurden) zu Zeiten der brasilianischen Militärdiktatur (1964–1985) vergeben, was den multinationalen Konzernen erhebliche Subventionen in Gestalt von billiger Energie gewährte.“ Diese wird von Wasserkraftwerken erzeugt und kommt vorrangig der Aluminiumindustrie und anderen energieintensiven Industriezweigen zugute.
Die Aluminiumbranche wird von einflussreichen Global Playern wie Alcoa, Alcan, Norsk Hydro, Vale oder Rusal beherrscht. „Beim Aushandeln vorteilhafter Stromverträge mit dem staatlichen Energiekonzern Brasiliens – der Eletronorte – treten sie meist zu Konsortien verbündet auf, [… wobei] die Elektronorte regelmäßig Verluste einfährt.“
Auf allen Ebenen wurden in Brasilien noch Ende des 20. Jahrhunderts internationalen Unternehmen Vorteile eingeräumt, von kostenloser Landvergabe, weitreichende Steuererlasse, Vorzugskonditionen für Ausrüstung und Subventionen durch Förderprogramme. Dem Bundesstaat Maranhão entgingen so in den ersten fünf Jahren der Ansiedlung der Aluminiumhütte Alumar Einnahmen in Höhe von 99 Millionen Dollar.

### Unternehmen
Vale (Brasilien)

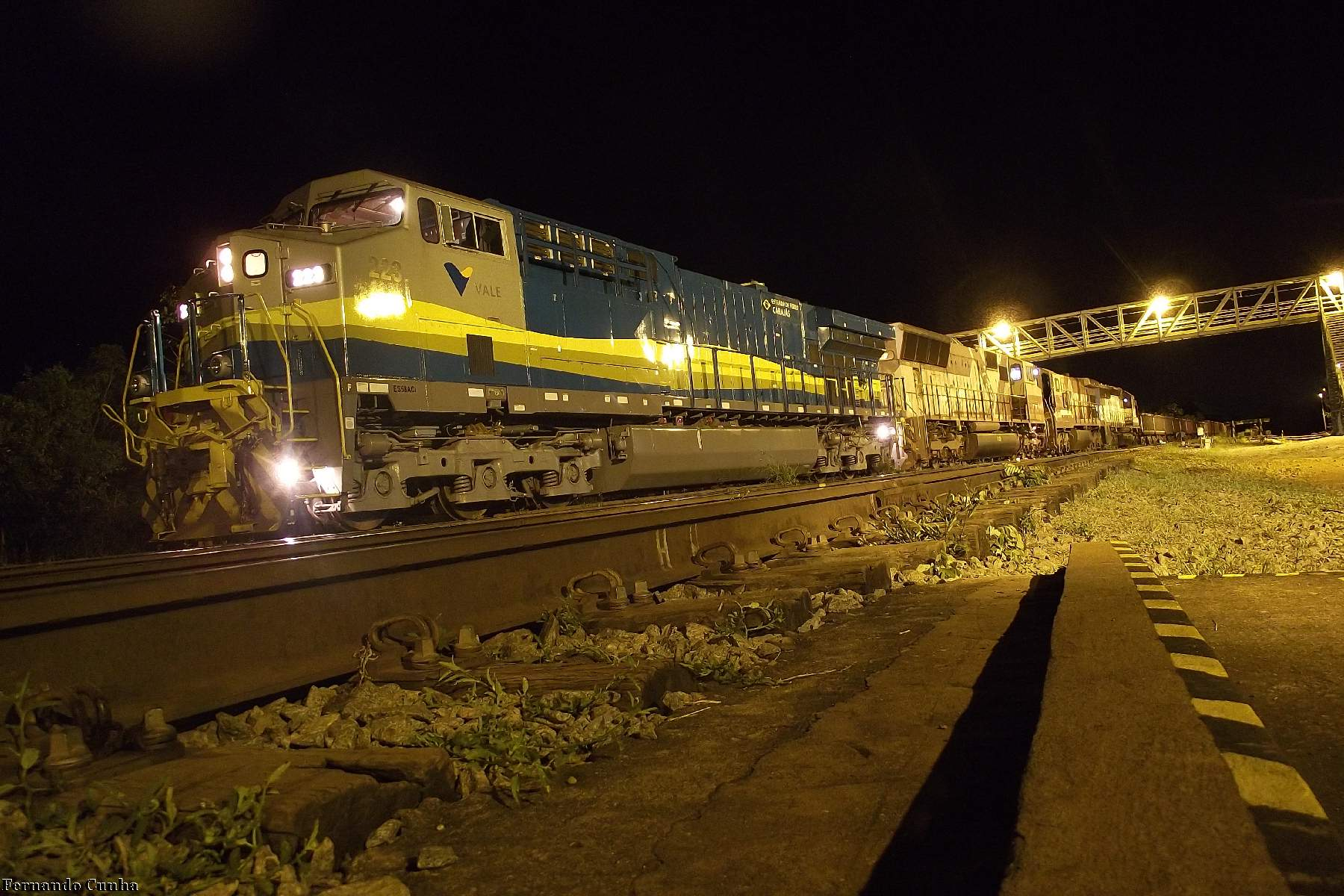
Zug des Vale-Konzerns bei Carajás

- Der brasilianische Konzern Vale hielt bis 2010 mehr als 50 % Anteil am größten brasilianischen Aluminiumproduzenten Alunorte, der im Staate Pará eine eigene Verladeanlage in Vila do Conde bei Belém betreibt.[8] Im Mai 2010 verkaufte Vale sein Aluminiumgeschäft an den norwegischen Konkurrenten Norsk Hydro.[9] Doch 2020 hält Vale bereits wieder 40 Prozent der Anteile an der Mineracao Rio de Norte (MRN), der Betreiberin der Bauxitminen von Porto Trombetas, Norsk Hydro dagegen nur noch 5 Prozent.[10]

- Im Jahr 2012 war dem Konzern der Negativpreis Public Eye Award[11] verliehen worden, da Vale den Belo-Monte-Damm baute. Dazu wurden 40.000 Menschen, die im Amazonasgebiet lebten, umgesiedelt und große, bewaldete Gebiete überflutet.

Norsk Hydro (Norwegen)
Die Firma Alunorte ist seit 2011 eine Tochtergesellschaft der norwegischen Norsk Hydro und betreibt ein gleichnamiges Aluminiumoxidwerk sowie die mit diesem verbundene Aluminiumhütte Albras mit einer Kapazität von 460.000 t Primäraluminium pro Jahr. Heute befindet sich Alunorte im Besitz der Alumínio Brasileiro, einem Joint Venture von Norsk Hydro (51 Prozent) mit der japanischen Nippon Amazon Aluminium Co. Ltd. (NAAC) mit 49 Prozent.

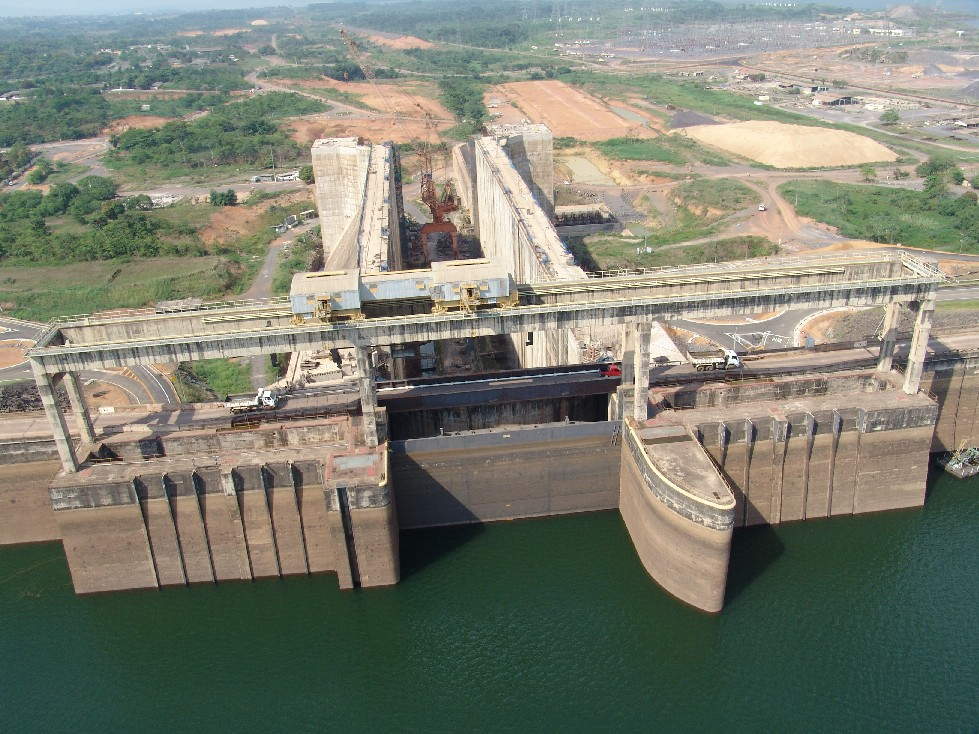
Die Schleuse 1 des Tucuruí-Staudamms im Bau 2005

Das Aluminiumoxidwerk Alunorte und die Aluminiumhütte Albras liegen nahe beieinander in der Nähe der Stadt Barcarena, im Bundesstaat Pará, am südlichen Ufer der Baía de Marajó. Ungefähr 20 km östlich befindet sich die Hauptstadt des Bundesstaates Pará, Belem mit dem Exporthafen an der Atlantikküste. Der Strom wird vom Wasserkraftwerk Tucuruí des Stromversorgers Eletronorte bezogen. Ein Teil des erzeugten Aluminiums (50.000 t) geht an den Kabelhersteller Alubar, der sich ebenfalls in unmittelbarer Nähe der Aluminiumhütte Albras befindet.
Umweltschäden durch Alumínio Brasileiro
Mitte Februar 2018 wurden nach starken Regenfällen, die zu einem Überlauf der Rückhaltebecken für Rotschlamm führten, Teile des Amazonasgebietes um Pará mit den Rückständen überschwemmt. Verursacher war das Aluminiumoxidwerk Alunorte. Bei Inspektionen fanden die Behörden zudem drei illegale Ablaufkanäle, über die verschmutztes Wasser vom Betriebsgelände in die Amazonas-Mündung abgeleitet wurde.
Am 20. März 2018 gab Norsk Hydro nach ersten Zurückweisungen zu, verunreinigtes Wasser in den Para-Fluss abgeleitet zu haben. Der damalige Präsident des Unternehmens, Svein Richard Brandtzæg, entschuldigte sich für das Vorgehen. Er kündigte eine interne Untersuchung an, für die das Unternehmen 52,6 Millionen Euro investieren wollte. Im Schlamm der übergelaufenen Becken wurde neben Bauxit-Resten auch Aluminiumrückstände, Phosphor, Fluoride und Nitrat in hohen Konzentrationen nachgewiesen. In der Nähe der Becken leben 5000 Menschen; viele klagten über Übelkeit, Hautjucken und Durchfall.
Das Werk Alunorte – nach eigenen Angaben größte Aluminiumoxid-Raffinerie der Welt – wurde in Folge des Vorfalls vom Gericht angewiesen, seine Produktion um 50 % zu verringern.

## Topografie der Produktionsstufen
„Ausgangspunkt der Produktionslinie Aluminium ist der Norden und Nordwesten des Landes. Inmitten des Amazonasregenwaldes liegen die Lagerstätten für Bauxit, dem Grundstoff der Aluminiumherstellung.“ Bauxit ist rotes Gestein, das in der Regel unter mehreren Metern Humus liegt und Aluminiumoxid enthält, das als „weißes, mehlartiges Pulver“ (Tonerde) in einem über 120 Jahre alten großtechnischen Prozess – dem Bayer-Verfahren – aus dem gemahlenen Gestein in mehreren Verarbeitungsschritten herausgelöst wird. Die Materialmengen und Werke mit ihren Einrichtungen sind großdimensioniert, das Abfallprodukt Rotschlamm fällt ebenfalls in großen Mengen an. Die Aluminiumoxidfabriken werden möglichst in der Nähe des Bauxitabbaus errichtet.
Dennoch nimmt der Energieaufwand für die Gewinnung der Tonerde aus Bauxit nur 17 Prozent des Gesamtbedarfs in Anspruch – 80 Prozent des Gesamtenergiebedarfs entfällt auf die anschließende Verhüttung der Tonerde zu Reinaluminium. Die Aluminiumhütten liegen gestaffelt bis zur Ostküste Brasiliens, damit der Transport des Endproduktes nach Übersee erleichtert wird. Die riesigen Energiemengen stammen jedoch ebenfalls aus dem Amazonasbecken, aus den dort ebenfalls angesiedelten Staudämmen und Wasserkraftwerken. Zwischen den Zentren der Produktionsstufen und entsprechenden Ansiedlungen von Arbeitskräften und der Verwaltung mit ihrer Infrastruktur gibt es einen hohen Transportbedarf für Material und Produkte sowie die Energieleitung. Dafür werden breite Schneisen in den Regenwald geschlagen.

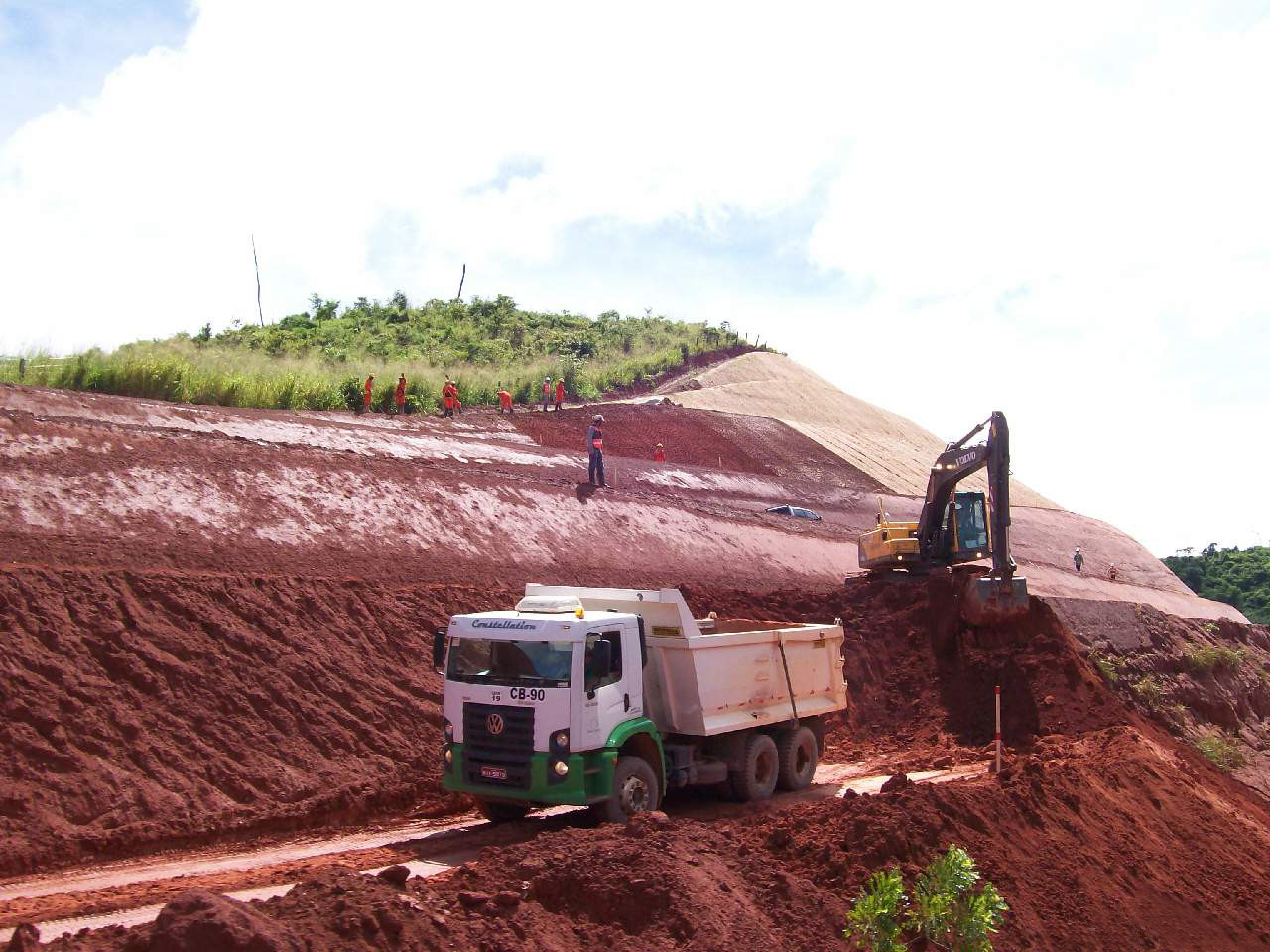
Abbaugebiet des Vale-Konzerns 2021

### Bauxittagebau
Der Bauxitabbau wird durch die Kombination großer Lagerstätten mit nutzbarer Energie zu niedrigen Kosten begünstigt. Der Auf- und Ausbau der industriellen Produktion in der gesamten Produktkette bis zur Herstellung von Reinaluminium wurde durch die Lage von Abbaugebieten, Fabriken, Wasserkraftwerken (Staudämmen) sowie der Transportlogistik „mitten im Amazonasregenwald“ vereinfacht, da hier keine Siedlungsgebiete mit moderner Infrastruktur angetroffen werden. Die Erschließungskosten teilen sich ab den 1970er-Jahren die brasilianischen Regierungen und internationale Konzerne, wobei die Gewinne bei den Konzernen verbleiben. Nachhaltigkeitsprojekte sind seit dem 21. Jahrhundert in ersten Anfängen.
Bauxitvorkommen, die abgebaut werden, befinden sich vor allem bei Porto Trombetas, in Juruti (seit 2008) und in kleinerem Maßstab im Südosten des Landes.
2020 wurden 80 Prozent des in Brasilien produzierten Bauxits in der Größenordnung von 35 Millionen Tonnen exportiert. Die wirtschaftlich verwertbaren Ressourcen werden auf 2,7 Gigatonnen geschätzt.
Bauxit-Lagerstätten
Porto Trombetas im Norden Amazoniens ist das wichtigste Abbaugebiet Brasiliens und „die drittgrößte Bauxitmine der Welt. […] Hier lagern die fünftgrößten bereits erschlossenen Bauxitreserven der Welt. Und hier fördert man gut 70 Prozent des gesamten brasilianischen Bauxits.“

„Der Ort ist eine Enklave inmitten von dichtem, […] kaum berührten Primärregenwald. Nur per Schiff oder Flugzeug gelangen Besucher dorthin, die nächste Stadt, Santarem, liegt ca. 15 Bootsstunden entfernt […] ein isoliertes Arbeitscamp, in dem 1500 Menschen leben. […] Das Erz wird hier im Tagebau gehoben, gereinigt, getrocknet. Dann verlädt man es in Schiffe, die zunächst den Rio Trombetas – einer der nördlichen Amazonasflüsse – und dann den Amazonas selbst hinab fahren bis hin zu den Aluminiumfabriken an der Ostküste Brasiliens. Dort wird das Bauxit entweder zu Aluminium verarbeitet oder als solches zu den großen Umschlaghäfen in Nordamerika, Europa oder Asien verschifft.“

Juruti mit zwei Bauxitminen liegt einige Stunden abwärts am Rio Trombetas und befand sich 2008 noch in der Erschließung. Ab 2009 begann der Betrieb. Deutschen Ordensfrauen gelang zusammen mit einer Bürgerinitiative die Verbesserung der Lage der indigenen Bevölkerung.
Die Lagerstätten im Südosten Brasiliens liegen im Umfeld bereits industrialisierter Regionen.

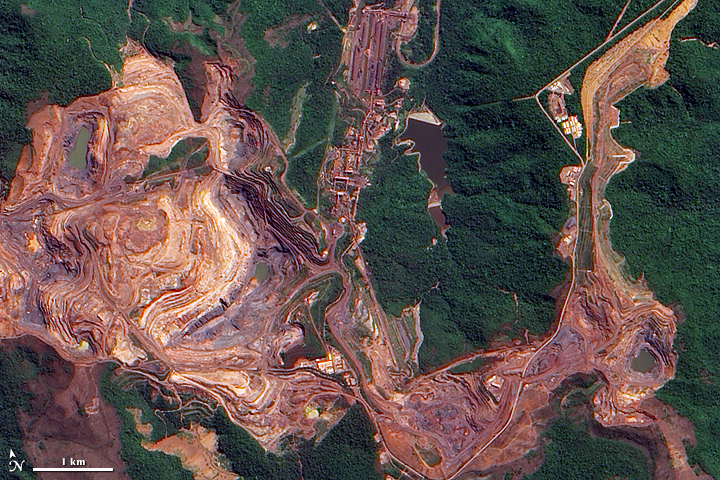
Satellitenaufnahme von Carajás (Juli 2009)/NASA-Bild von Jesse Allen, unter Verwendung von EO-1 ALI-Daten

Im Carajás-Korridor in Amazonien „wurde in den frühen 1980er-Jahren damit begonnen, durch den Einschlag in Primärregenwald Eisenerz- und Bauxitlagerstätten zu erschließen. Bald darauf nahm man auch den Bau eines riesigen Staudammes und eines Wasserkraftwerkes in Angriff, das die Energie bereitstellen kann, die vor allem für die Gewinnung von Rohaluminium notwendig ist.“  Aluminiumhütten und Meiler für die Herstellung von Holzkohle für die Eisengewinnung kamen hinzu. Das Kraftwerk am Tucuruí-Stausee liefert seit 1984 den Carajás-Minen die Energie. Inzwischen dienen ausgedehnte Flächen, die ursprünglich tropischer Primärregenwald waren, der umweltbelastenden Monokultur von Soja und Eukalyptus wie auch der Massenviehzucht.

### Aluminiumoxid-Raffinerien

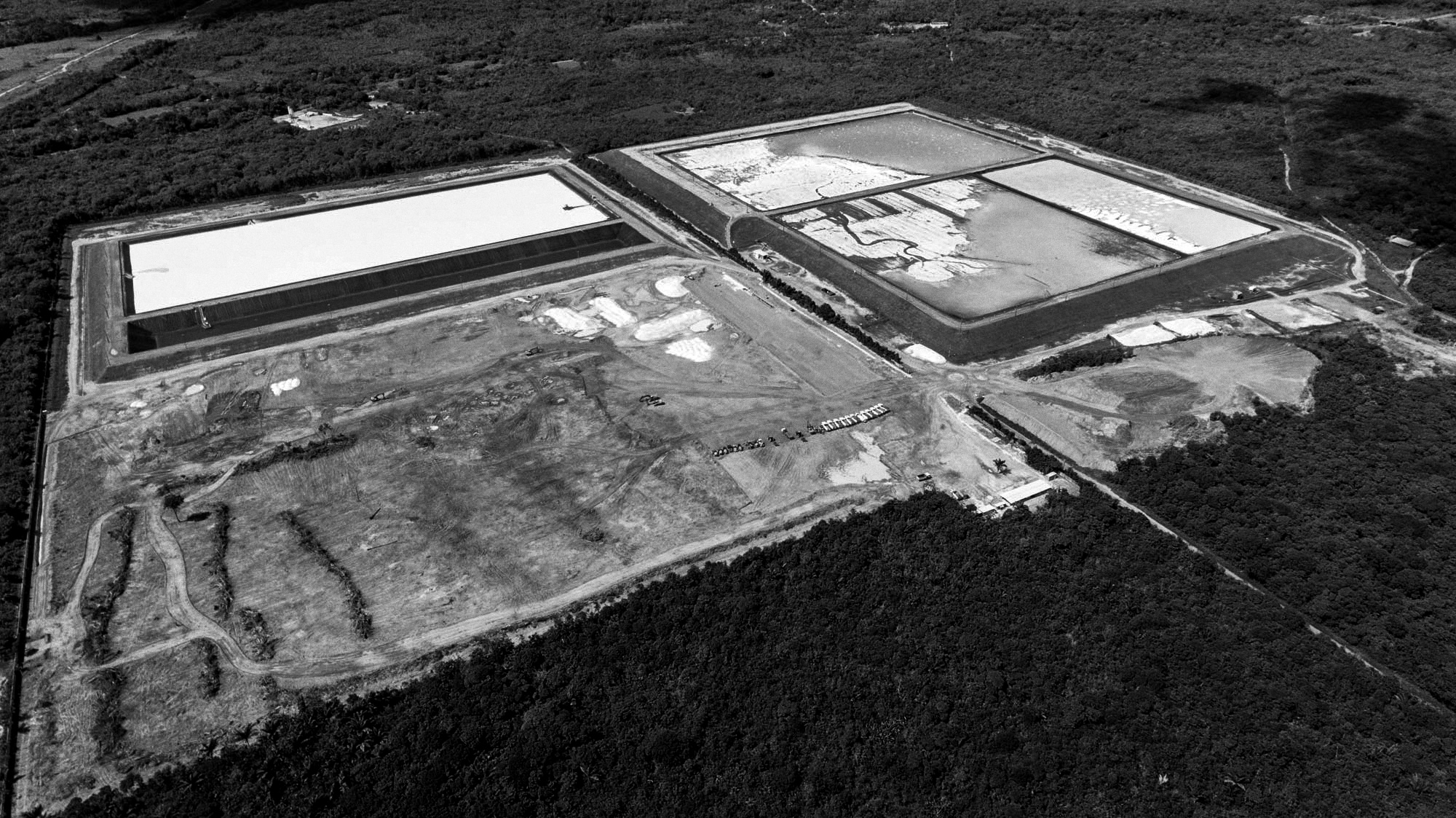
Abraumbecken einer Raffinerie bei Barcarena (Imerys Caulim S/A)

Nach dem Bauxitabbau „inmitten des Regenwaldes“ wurde das Sedimentgestein noch bis in die 1990er-Jahre zumeist in aufwendigem Transport per Spezial-Lkws zu Flüssen gefahren und auf Schiffen zur Ostküste des Landes gebracht. Dort – bei São Luís im Bundesstaat Maranhão und bei Belem in Pará wurde das Material in Großanlagen zertrümmert, gemahlen und im Bayer-Verfahren unter hohem Druck mit erhitzter Natronlauge zu Aluminiumoxid (Tonerde) filtriert. Dabei entsteht als Abfallprodukt pro Tonne Tonerde etwa die gleiche Menge Rotschlamm.
„Da aber Oxidfabriken, die unmittelbar an den Bauxitabbau angeschlossen sind, am wirtschaftlichsten arbeiten, siedelt man sie zunehmend in der Nachbarschaft der Erzlagerstätten an.“
Die Nähe bot neben dem Wegfall langer Transportwege auf den kostenfrei zur Verfügung stehenden Flächen auch Raum für den Rotschlamm, der in Flüsse gekippt werden konnte oder man füllte Seen, alte Tagebaue oder künstliche Becken mit dem durch den Gehalt an Natronlauge „giftigen Schlamm“ auf.

### Verhüttung
Im letzten Schritt der Aluminium-Produktionslinie „sind die im östlichen Amazonien in den Bundesstaaten Pará und Maranhao ansässigen Hütten der Albrás und der Alumar sowie die nahe der Stadt São Paulo liegende Hütte der CBA (Companhia Brasileira de Aluminio) im Bundesstaat São Paulo führend.“
Hier wird die meiste Energie (ca. 80 Prozent) in der Produktionslinie für die Verhüttung von Aluminiumoxid (Tonerde) zum Reinaluminium in den Werken an der Ostküste verbraucht. Geliefert wird der Strom von den Wasserkraftwerken in breiten Schneisen für Überlandleitungen zur Elektrolyse.

## Energiegewinnung
„Etwa 14 Kilowattstunden Strom sind nötig, um ein Kilogramm Aluminium elektrolytisch zu gewinnen. […] hieraus erklärt sich auch der besondere Stellenwert der Wasserkraft für die Aluminiumindustrie.“ Wasserkraft ist erneuerbar und ihr Wirkungsgrad bei der Energieumwandlung beträgt annähernd 90 Prozent.
Zwar reduziert Wasserkraft die hohen Emissionen beim Einsatz fossiler Energieträger, doch wird der Regenwald durch den extremen Flächenverbrauch in Folge der Aufstauungen der nur flachen Täler im Amazonasbecken und der Gewohnheit, diese einfach zu überschwemmen, stärker als durch den Bauxit-Tagebau und die Aluminiumoxid-Raffinerien geschädigt.

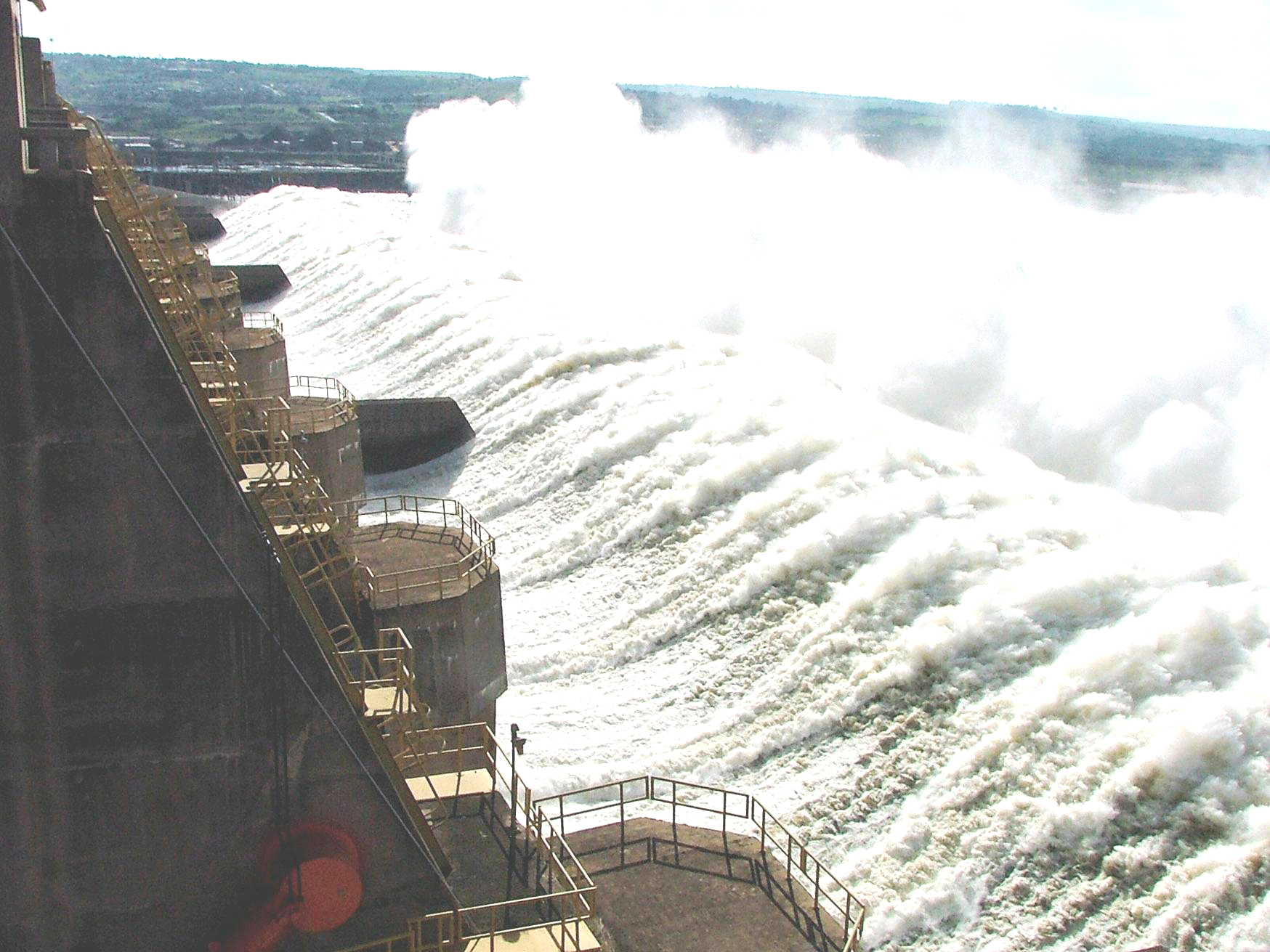
Talsperre des Tucuruí-Kraftwerks 2004

### Große Talsperren (Großstaudämme)
„Über 90 Prozent des brasilianischen Stroms sind hydroelektrischen Ursprungs.“ Das Land (2008) „mit mehr als 600 Großstaudämmen [… und] der momentanen Gesamtkapazität von 65 Gigawatt“ begann mit dem Bau erster Talsperren im Amazonasgebiet um 1980 gleichzeitig mit dem Aufbau einer „fast ganz auf den Export ausgerichteten Aluminiumindustrie.“

„Für die Inbetriebnahme des Kraftwerks Tucuruí-Stausee im Bundesstaat Pará wurden 1984 rund 2875 Quadratkilometer tropischer Regenwald geflutet. Im Falle des 1987 fertig gestellten Staudamms Balbina versanken 2400 Quadratkilometer Amazonaswald in einem See. Beide Projekte hatten verheerende Umweltfolgen und gerieten deswegen weltweit in Kritik.“

Das Kraftwerk Tucuruí wird von Eletrobrás/Eletronorte betrieben.

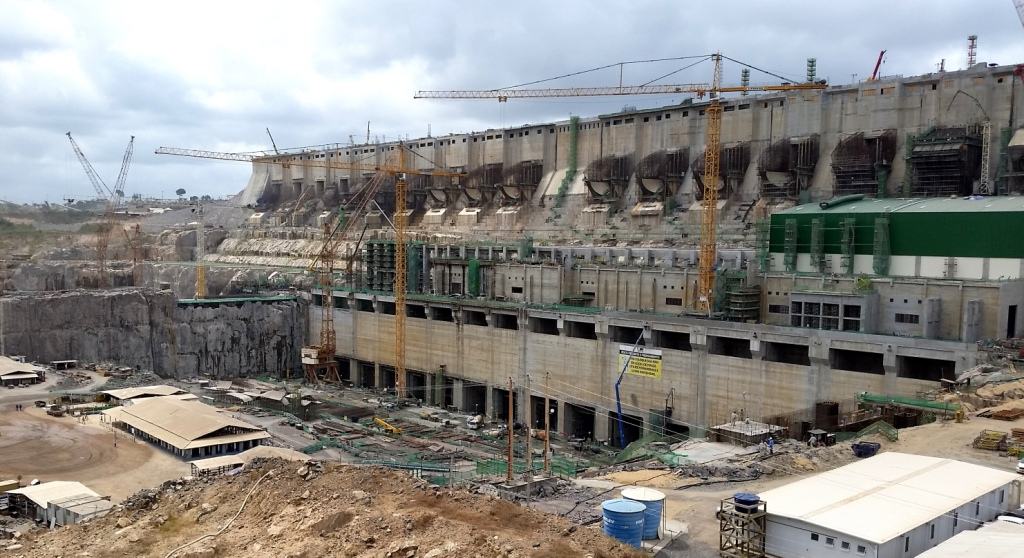
Bau des Belo Monte Staudamms 2015

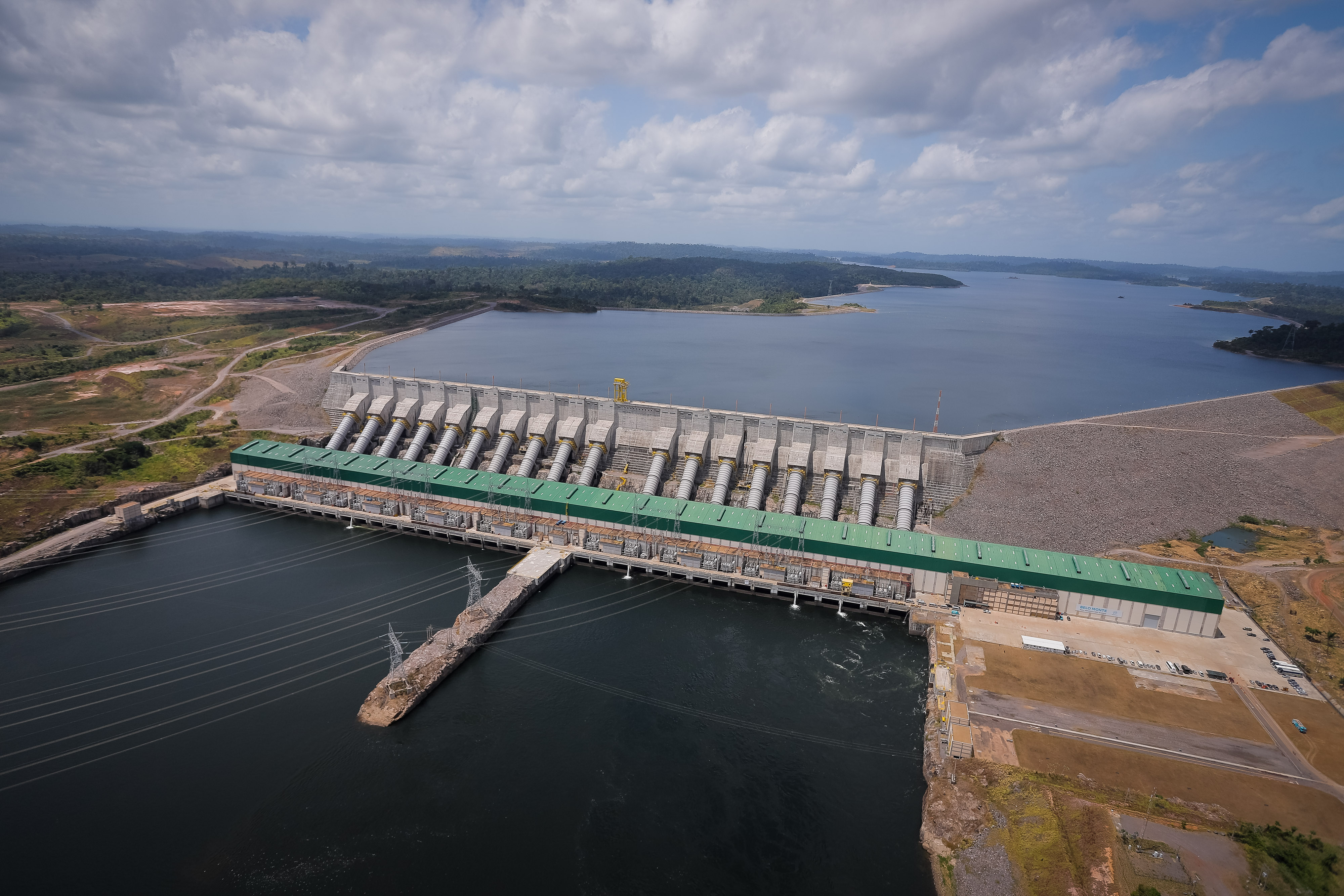
Staudamm von Belo Monte, September 2021

### Baustopps und Wiederbeginn
Die brasilianische Regierung „legte 1989 zahlreiche geplante Staudamm- und Wasserkraftwerksprojekte im Amazonasbecken auf Eis“, schrieb jedoch zwischen 1998 und 2002 wieder „knapp 50 Staudammprojekte aus.“ Bald darauf „hat Präsident Lula da Silva auch das Kraftwerk Belo Monte erneut auf die Agenda gesetzt“ und im Juli 2007 gab die Umweltbehörde Ibama „grünes Licht für die Ausschreibung der beiden Kraftwerke Jirau und San Antonio am Rio Madeira im Amazonasbecken. […] Nach einer Studie des staatlichen Elektrizitätskonzerns Eletrobrás könnten allein in den Amazonas-Nebenflüssen Araguaía, Tocantins und Xingu bis zu 55 Staudämme errichtet werden, wovon der Bau der Wasserkraftwerke Serra Quebrada und Estreito bereits beschlossene Sachen sind.“ Estreito am Rio Grande war ab 1969 bereits installiert und wurde 2007 bis 2011 in großem Umfang ausgebaut.
Das Belo-Monte-Wasserkraftwerk mit drei Talsperren wurde nach zahlreichen Protesten, Gerichtsverfahren und Baustopps (1989 sowie zwischen 2010 und 2012) schließlich 2019 fertiggestellt.

### Deutsche Beteiligung
„Im Rahmen einer gemeinsamen Infrastrukturinitiative vereinbarten die deutsche und die brasilianische Regierung im Jahre 2002 die enge Zusammenarbeit im Energiebereich (Dilger 2004, S. 31). Die deutsch-brasilianische Infrastruktur-Kommission suchte sich daraufhin 64 Projekte mit einer geplanten Gesamtinvestition in Höhe von 27 Milliarden US-Dollar aus, wovon 17 Milliarden in die Energieprojekte und 10 Milliarden in die Logistik fließen sollten.“

Planung und Bauausführung
Auch in die deutsch-brasilianischen Projekte wurde betroffene Bevölkerung nicht in die Planung einbezogen, noch bei Bau von Tucuruí fand keinerlei Umweltverträglichkeitsprüfung statt. Für neuere Großprojekte existieren inzwischen [2006] zwar Umweltschutzprogramme, deren Maßnahmen sich aber meist nur auf einzelne Punkte beschränken und die vor allem öffentlichkeitswirksamen Charakter haben sollen. Sie werden von privaten Dienstleistungsfirmen und nicht von staatlichen Stellen erstellt.

## Umweltbelastungen
Alle Produktionsstufen der Aluminiumgewinnung sind durch den großen Flächenbedarf und deren Ausbeutung und Nutzung, durch den hohen Energieaufwand und die Vielzahl von Emissionen hochgradig umweltbelastend. Verschärft wird dies nach allgemeiner Einschätzung, dass diese ‚Belastungen‘ mit der Vernichtung von tropischem Regenwald einhergehen, der für das Weltklima ausgleichend wirkt und der auch nicht rekultiviert werden kann:

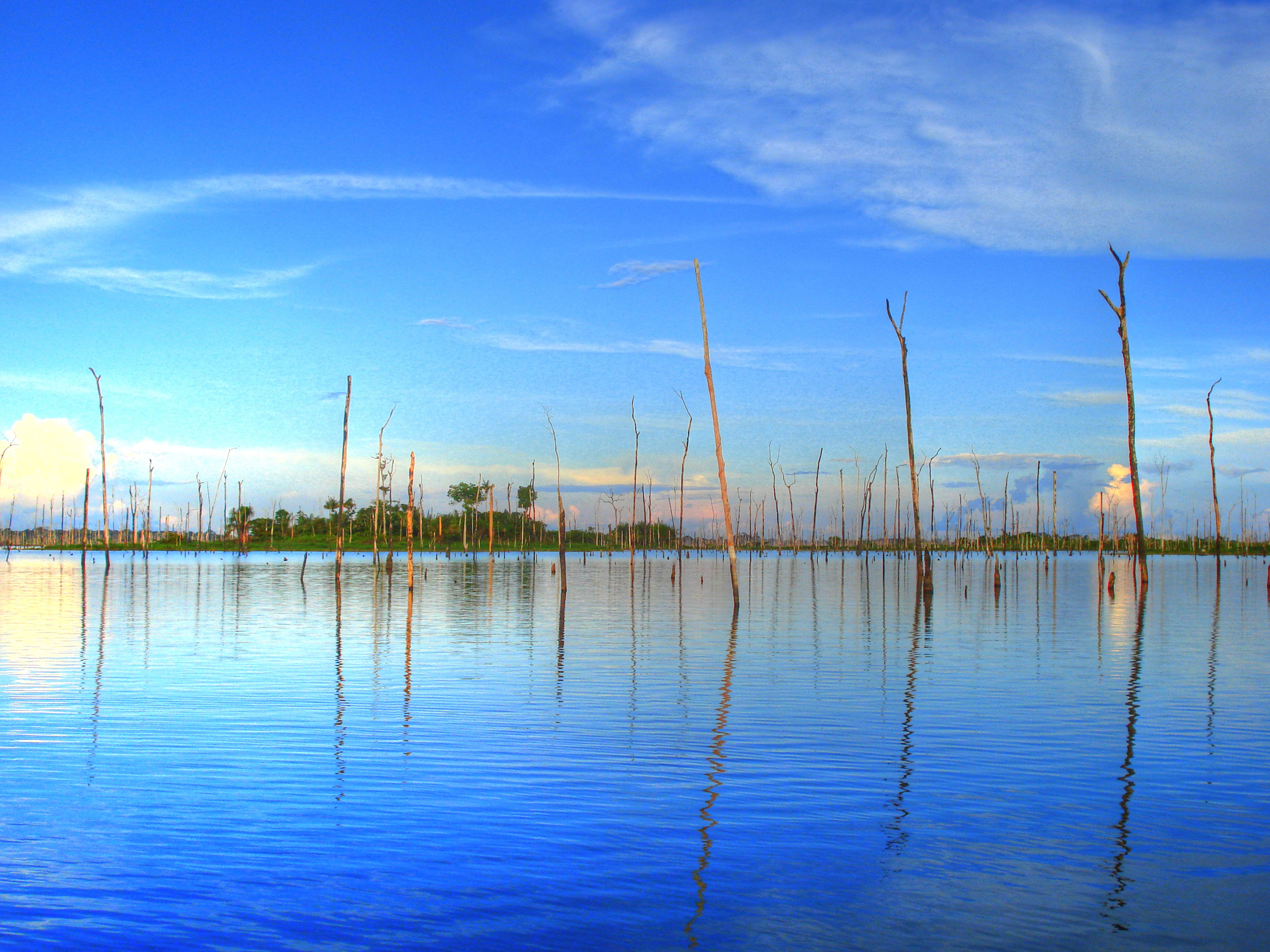
Flutung ohne Entwaldung des Sees des Balbina-Staudamm

Die besondere Lage des Tagebaus „inmitten des bislang noch unberührten Regenwaldes“ führt zu Umweltschäden, die „unbesiedelte intakte Ökosystem“ schädigen bzw. vernichten. Sämtliche Umweltauswirkungen des Bauxitabbaus gehen auf den Verbrauch von Flächen zurück. „Einerseits führt das großräumige Entfernen von Vegetation und die umfänglichen Erdbewegungen, die mit dem Entfernen des Abraums über der Bauxitschicht [etwa acht Meter] zu gravierenden Landschaftsveränderungen. Der Bau von Straßen, Schienenwegen, Verladehäfen und Camps trägt zu ihrer Versiegelung bei.“ Durch den Abbau der Erze, ihre Lagerung, ihren Transport sowie Trocknungs- und Verladevorgänge „(entstehen) gewaltige Mengen an Staub-, Stickstoff-, Schwefeldioxid- und Kohlendioxidemissionen. […] Das Waschen des bauxithaltigen Gesteins verschlammt Flüsse und Seen, was zu einem Rückgang von Fischarten, aber auch zur partiellen Verlandung bis zum Umkippen der Gewässer führt.“ Das Wasser des Zuflusses Rio Sapone ist nicht mehr nutzbar, der See Lago Batata wurde durch Einleitung von schlammhaltigem Wasser so stark verschmutzt, dass er abstarb.

„Die Seen der Wasserkraftwerke im Amazonasbecken sind in weiten, flachen Tälern aufgestaut, wodurch sie riesige Ausmaße einnehmen. […] Weder beim Tucuruí- noch beim Balbina-Stausee holzte man die betroffenen Regenwald-Gebiete vorher ab. Dadurch gingen nicht nur immense Mengen kostbarer tropischer Edelhölzer verloren. Die unter Wasser gesetzte Biomasse gibt zudem beim Verfaulen große Mengen gesundheits- und klimaschädlicher Gase wie Schwefelwasserstoff, Methan und Kohlendioxid frei. Auch reichert sich das Wasser stark mit Nährstoffen an, was Algen und andere Wasserpflanzen in verheerendem Tempo wachsen lässt. Unterhalb der Stauseen ist das Wasser oft auf über hundert Kilometer hinaus ungenießbar, selbst Fische sterben.“

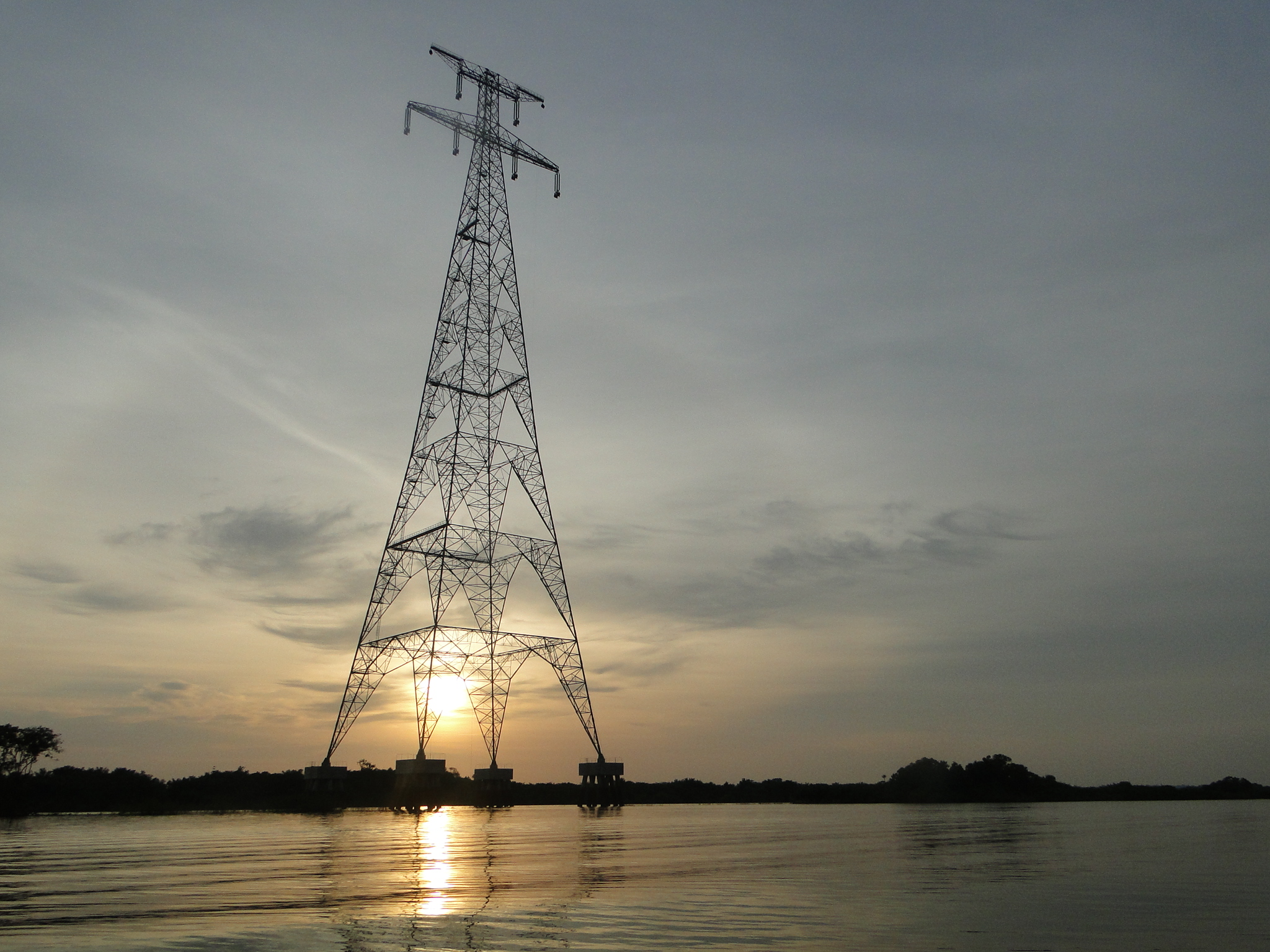
Überlandleitung Tucuruí–Manaus

Der Balbina-Stausee (250 Megawatt Leistung) gibt „bis zu 26 Mal mehr Treibhausgase ab als ein 112-Megawatt-Kohlekraftwerk.“ Hochspannungsleitungen verlaufen in breiten Schneisen durch den Regenwald. „Durch das Wasserkraftwerk Tucuruí wurden 25.000 Menschen vertrieben.“

## Vertreibung der Bevölkerung
Vor dem Bau eines Großstaudamms wird die Zwangsumsiedlung Tausender von Menschen durchgeführt, meist Kleinbauern, Fischer und indigene Völker – etwa eine Million Menschen sollen bis 2006 in Folge von Staudamm-Projekten in Brasilien aus ihrer Heimat vertrieben worden sein. Die Zahl ist vermutlich weitaus höher, „da viele von ihnen keinen Besitztitel und somit auch kein Anrecht auf Entschädigung hatten und von daher nicht erfasst worden sind. Besonders empfindlich reagieren indigene Völker.“ Die Parakana-Indianer starben meist noch während der Vertreibung, sie wurden von 700 auf 170 Menschen reduziert, bei einer Gruppe starben „30 Prozent aller Mitglieder unmittelbar nach den ersten Kontakten mit fremden Arbeitern an Infektionen.“ Verbliebene Gemeinden um Seen und Kraftwerke nehmen ohnehin kaum an der „Wertschöpfung“ teil.
Relativ gut dokumentiert ist die Umsiedlung der Quilombolas – die Nachkommen afrikanischer Sklaven, die im 17. Jahrhundert in der Trombetas-Region eine Rückzugsmöglichkeit auf der Flucht vor der Sklaverei fanden und Wehrsiedlungen gründeten.

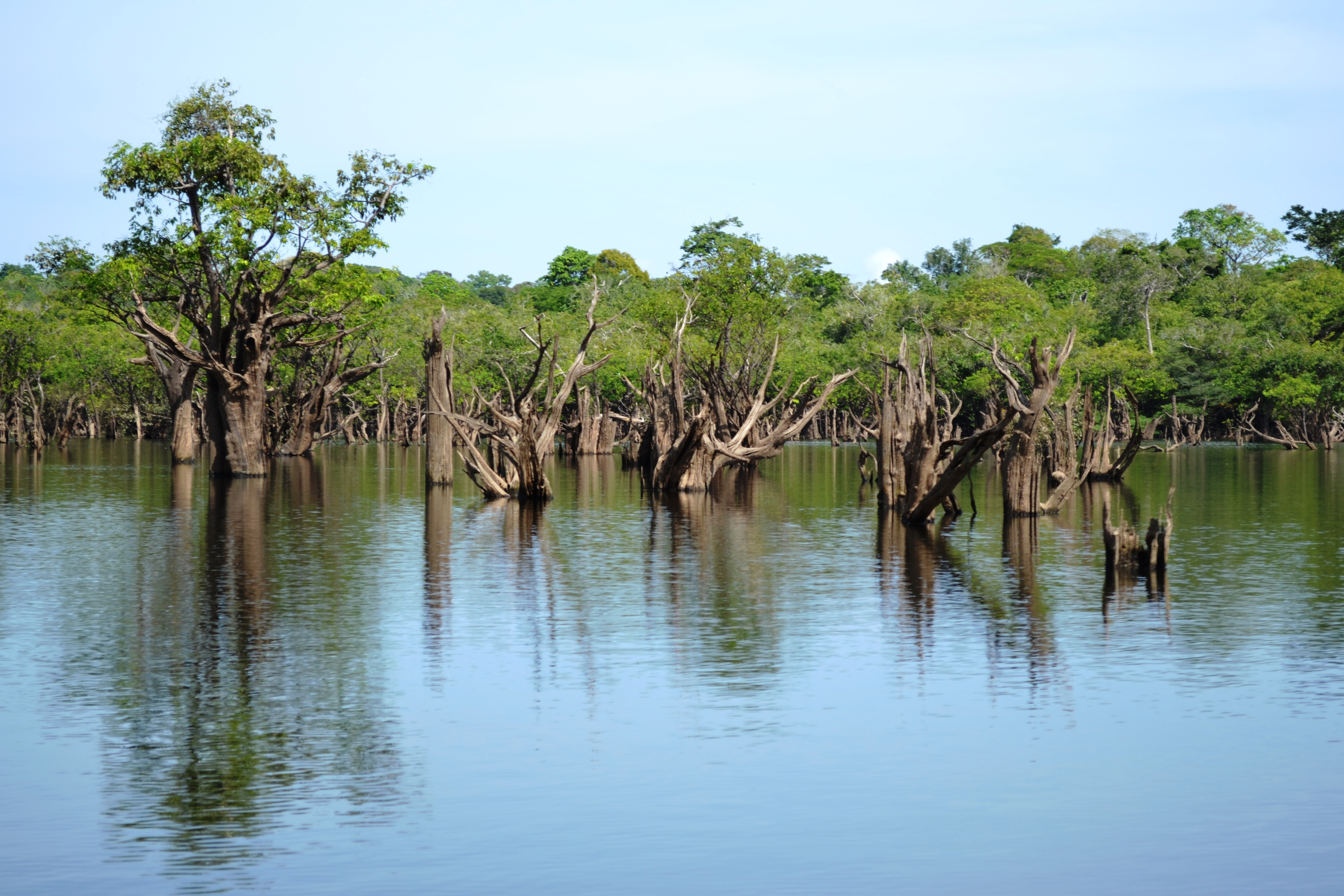
Aufnahme aus einem biologischen Reservat am Rio Trombetas, das von MRN eingerichtet wurde. 2014

## Rekultivierung
Grundsätzlich lässt sich zerstörter Primärregenwald nicht mehr herstellen. Was durch Rekultivierung entsteht ist „ein Ökosystem völlig anderen Typs, mit meist weit geringerer Artenvielfalt.“
„In den frühen 1980er-Jahren forsteten sie – [die Minenbetreiber] – nur einen Teil der entwaldeten Gebiete mit schnell wachsenden Baumarten wie Eukalyptus auf. Doch mittlerweile existieren in der Mine am Rio Trombetas anspruchsvolle und flächendeckende Rekultivierungsprogramme mit einheimischen Pflanzenarten. […] Zwar weisen diese renaturierten Flächen in keiner Weise die Artenvielfalt eines intakten tropischen Regenwaldes auf, doch das Resultat wird vom Amazonas Institut INPA in Manaus gelobt. […] Nur solche Konzerne, die die Umweltproblematik ernst nähmen, hätten auch in Zukunft Erfolg bei der zunehmend kritischer werdenden Verbraucherschaft.“

## Gegenmaßnahmen
1992 fand in Rio de Janeiro mit 178 Teilnehmerstaaten die Konferenz der Vereinten Nationen über Umwelt und Entwicklung statt. Die Zusammenkunft, der Ort wurde nicht ohne Grund gewählt, schuf die Grundlagen für eine qualitativ neue und weltweite Zusammenarbeit auf diesem Gebiet. Ihr wichtigstes Ergebnis: Das Konzept der Nachhaltigkeit ist inzwischen weltweit als Leitlinie für die Entwicklung der Gesellschaft festgeschrieben.
So nehmen auch „die Schadstoffemissionen pro Produktionseinheit Aluminium […] dank besserer Ofen- und Filtertechniken ab“, doch werden diese Einsparungen in Brasilien wie auch anderswo „durch vermehrte Produktion beziehungsweise verstärkten Konsum überkompensiert.“

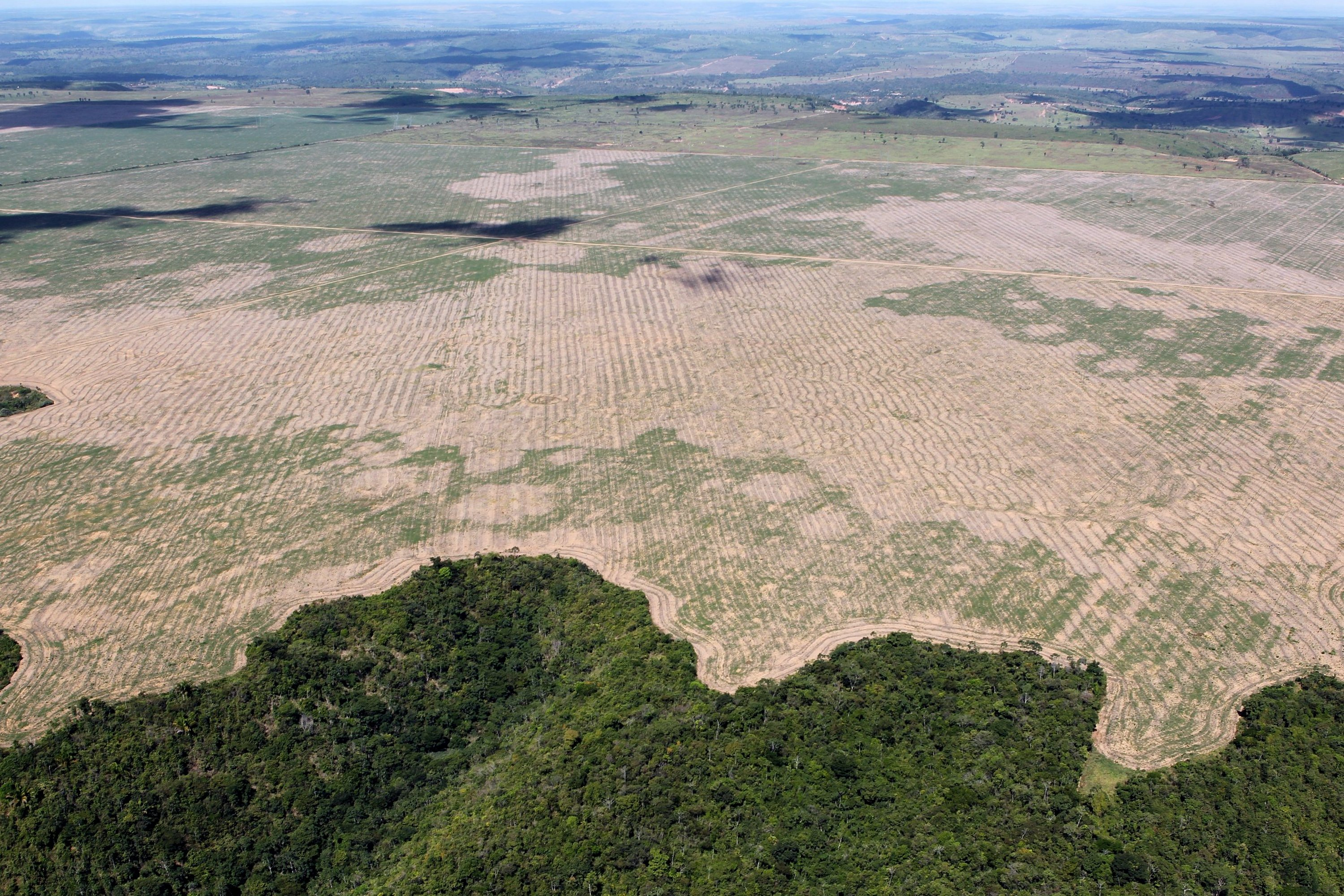
Zerstörter Regenwald bei Maranhão, südöstlich Pará

Auch der nach wie vor unverminderte Kahlschlag im Amazonasregenwald – allein im Jahr 2004 wurden 27.000 Quadratkilometer vernichtet – beginnt gleichsam das Verhältnis von Kohlendioxid-Absorption zur Freisetzung von in diesem Fall „500 Millionen Tonnen Kohlenstoff […], der zuvor in der Vegetation gebunden war“, zum kippen. „Das ist viermal soviel wie Brasilien im selben Zeitraum durch das Verbrennen von Öl, Kohle und Erdgas emittierte.“

### Fazit 2008
Grenzüberschreitende Umweltfolgen, wie sie sich etwa durch die Rodung des Amazonasregenwaldes ergeben, werden noch nicht verbindlich auf internationaler Ebene geregelt und kontrolliert. Doch bedürfte es gerade solcher internationaler Steuerungsmaßnahmen, um die Nachhaltigkeitsprinzipien auf der länderübergreifenden Produktionslinie von Aluminiumprodukten festzuschreiben.